# 河南基督教
河南省是中国基督徒最多的省份之一，除了中华人民共和国当局承认的三自爱国教会以外，更多的信徒在家庭教会中。

## 历史
聶斯脫里派教會可能於6世紀初進入北魏洛陽，當聶派傳入中國時，原稱「波斯經教」、「大秦教」，後改以景教為名，學者相信「景」是指光明之意。
19世纪末，来自西方的基督教传教士开始进入中国内陆地区。1884年，内地会（China Inland Mission）的传教士詹姆斯·艾德礼（James Hudson Taylor）首次进入河南，开始了基督教的传播工作。传教士们在河南建立教堂、学校和医院，逐渐吸引了一部分当地居民加入基督教。早期的传教活动主要集中在开封、郑州、洛阳等城市。
中华人民共和国建立后，对宗教活动进行了严格管控。1950年代，政府建立“三自爱国教会”，要求国内基督教会与外国教会脱离关系。